# Myrmoderus eowilsoni
Myrmoderus eowilsoni  (лат.) — вид воробьиных птиц из семейства типичных муравьеловковых. Описан в 2018 году. Голотип, самец, депонированный в Центре орнитологии и биоразнообразия (CORBIDI) под номером AV-12381, был собран и подготовлен 12 июля 2016 года Андре Монкриффом. Вид назван в честь американского натуралиста Эдварда Осборна Уилсона.

## Распространение
Эндемик района Кордилльера Азуль в перуанском регионе Сан-Мартин. Точные границы весьма небольшого ареала вида нуждаются в уточнении. Естественной средой обитания этих птиц являются влажные горные леса с не поврежденным подлеском. Предпочитают высоты от 1340 до 1670 метров.